# Nageur par amour
Nageur par amour (Zwemmer uit liefde) est un film belge muet réalisé par Jean Séloignes et sorti en 1925.

## Fiche technique
- Titre : Nageur par amour
- Titre original : Zwemmer uit liefde
- Réalisation : Jean Séloignes
- Producteur : S. H. Buckenholz
- Société de production : Les Films Tricolores
- Pays d'origine :  Belgique
- Format : Noir et blanc - Muet

## Distribution
- Delrey
- Marthe Franck
- Josbé
- Van den Bosch